# Advanced Mobile Applications
Pour les articles homonymes, voir AMA.
Advanced Mobile Applications ou AMA est un développeur et éditeur international de jeux vidéo et d’applications pour mobiles, tablettes, TV interactives et objets connectés fondé en 2004 par Christian Guillemot. Société sœur d’Ubisoft et de Gameloft, elle  offre plus d’une centaine d’applications et jeux à travers le monde dont des titres free to play et sociaux. En 2014, AMA se lance dans le développement d'une solution de visioconférence, dont le lancement se fera en 2015. 

## Présentation de la société
Fondée en 2004 par Christian Guillemot à Londres, la société AMA conçoit des jeux et des applications pour mobiles, tablettes et objets connectés.
La société s’impose notamment comme une des références[non neutre] des développeurs mobiles grâce à ses licences qui ont généré plusieurs millions de téléchargements : Babel Rising 3D, Hills of Glory 3D et Love Test Calculator[source insuffisante]. En 2014, AMA se tourne vers le développement d'applications métier sur objets connectés (lunettes, montres, ...) et sort, en 2015, une solution de visioconférence mobile sur lunettes connectées, sous le nom d'Xpert Eye P1.

## Historique
La société est fondée le 21 janvier 2004 à Londres, par Christian Guillemot.
En 2005, AMA lance ses premiers produits Java sur le marché, principalement des applications Life-style. Entre 2006 et 2008, AMA négocie des contrats avec différents opérateurs téléphoniques dans plus de 40 pays pour la diffusion de ses produits[source secondaire souhaitée].
L’année 2009 marque le début de la distribution des produits AMA sur iPhone tout en continuant le développement Java. 
L’année 2011 marque l’apparition des premiers titres free to play d’AMA[source secondaire souhaitée].
En 2012, les titres « Stars vs Paparazzi » et « Panic Flight » atteignent le million de téléchargements et Babel Rising 3D et Love Test Calculator auront plus de 3 millions de téléchargements chacun, iPhone et Android confondus. Le studio publie des licences phares d’Ubisoft comme Prince of Persia et Rayman: Jungle Run.
AMA est reconnu « Top Developer » par Google. 
Toujours en 2012, lors du Google IO, AMA intègre le « Glass Explorer Program » et se lance dans le développement de jeux sur Google Glass, elle présentera Escape, son premier titre pour les Glass lors de la Gamescom 2013[source secondaire souhaitée].
À la suite d'un communiqué de presse annonçant qu’AMA était le premier européen en possession des lunettes Google Glass, le chirurgien Philippe Collin est entré en relation avec AMA[source secondaire souhaitée]. Il a convié l’équipe au bloc opératoire afin de faire des essais de visioconférence et de voir ce que ce type de solutions pourrait apporter à sa profession[source secondaire souhaitée].
Le 14 février 2014, AMA permet la première retransmission en direct à l’aide de lunettes connectées d’une opération chirurgicale entre Rennes (Dr. Collin, CHP Saint-Grégoire) et le Japon (Dr. Goto, Nagoya)[source secondaire souhaitée].
Christian Guillemot décide alors d’ouvrir un studio de production dédié au développement d’applications métier pour la santé[source secondaire souhaitée].
En mai 2015, AMA lance Xpert Eye P1, sa solution mobile, mains libres et sécurisée de visioconférence sur lunettes connectées[source secondaire souhaitée].
En janvier 2016, AMA dévoile Xpert Eye Mobility M1[source secondaire souhaitée] ainsi que son partenariat « VAR » (Value Added Resellers) avec ODG (Osterhout Design Group)[source secondaire souhaitée] lors du Consumer Electonic Show (CES) de Las Vegas.

## Articles
(avril 2016).
- (en) « How to Make Players Love Valentine's Day in Your Game », sur chartboost.com via Internet Archive (consulté le 11 décembre 2023)
- http://gamer-news.fr/les-createurs-de-babel-rising-3d-devoile-leur-nouveau-jeu/
- https://www.ouest-france.fr/bretagne/rennes-35000/innovation-rennes-google-mise-sur-ama-rennes-pour-ses-google-glass-2935024
- https://www.ouest-france.fr/bretagne/sante-le-chirurgien-opere-rennes-et-teleporte-ses-yeux-au-japon-1931193
- « Certifiée "Google glass", AMA vise le milieu médical », sur rennes.fr via Wikiwix (consulté le 11 décembre 2023)
- http://www.entreprises.ouest-france.fr/article/ces-2016-ama-fait-sensation-son-xpert-eye-08-01-2016-248822
- (en) « Xpert Eye Mobility_ the glasses which will help the first emergencies (ACEP France SA) », sur wn.com, 28 avril 2016 (consulté le 11 décembre 2023)